# Ondřejov (Pelhřimovi járás)
Ondřejov település Csehországban, a Pelhřimovi járásban. Ondřejov Nová Cerekev, Pelhřimov, Ústrašín, Vokov és Libkova Voda településekkel határos. Lakosainak száma 171 fő (2024. január 1.).

## Népesség
A település lakosságának változását az alábbi diagram mutatja:
| Lakosok száma | 211  | 198  | 220  | 175  | 157  | 125  | 155  | 157  | 171  | 171  |
|               | 1869 | 1890 | 1921 | 1950 | 1980 | 2001 | 2017 | 2019 | 2022 | 2024 |